# Winterkultur
Winterkultur (auch Winterfrucht) bezeichnet Pflanzenbestände, die im Gegensatz zu Sommerfrüchten auf dem Feld überwintern.
- Süßgräser, die den Winterkulturen zuzurechnen sind, werden im Herbst gesät bzw. gepflanzt und benötigen in der Regel eine Frostperiode zur Vernalisation als Voraussetzung für die Einleitung der generativen Phase bzw. des Schossens. Die Winterformen der Getreidearten haben durch die lange Vegetationsperiode einen höheren Ertrag und überstehen die Frühjahrstrockenheit leichter als die Sommerfrüchte. Allerdings sind die Winterkulturen durch Auswinterung bedroht. Im Falle des Verlusts können diese Kulturen allerdings durch Sommerfrüchte wie zum Beispiel Mais ersetzt werden.

- Zahlreiche Zweikeimblättrige Nutzpflanzen benötigen zwar keine Frostperiode aber eine mehrmonatige Kurztagsperiode für die vegetative Wachstumsphase (Photoperiodismus).

Beispiele von Winterkulturen sind:
- Wintergetreide, wie Winterweizen, Wintergerste und Winterroggen
- Wintergemüse, wie Weißkohl, Rotkohl, Blumenkohl, Rosenkohl, Grünkohl, Kohlrabi, Wurzelpetersilie, Pastinake, Schwarzwurzeln, Lauch, Steckrübe, Chicorée, Topinambur und Feldsalat
- Winterraps, Wintermohn